# アンサンブル・モデルン
アンサンブル・モデルン（ドイツ語: Ensemble Modern）は、現代音楽の解釈を専門とするドイツのアンサンブル団体である。

## 沿革
1980年にユンゲ・ドイツ・フィルハーモニーを母体に結成され、フランクフルト・アム・マインを拠点に国際的に活動している。
団員はおよそ20名で、諸外国からの出身者も含む。幅広い演奏旅行や、数多くの録音によって知られており、エドガー・ヴァレーズやチャールズ・アイヴズ、クルト・ヴァイル、オリヴィエ・メシアン、コンロン・ナンカロウ、カールハインツ・シュトックハウゼン、ヘルムート・ラッヘンマン、ヴォルフガング・リーム、スティーヴ・ライヒ、フランク・ザッパ、ジョージ・ベンジャミン、アンソニー・ブラクストン、ハイナー・ゲッベルスらの作品をレパートリーとする。
指揮者や音楽監督を特に定めてはいないが、楽団員の一定の水準の高さと自発的な演奏姿勢で知られ、リズムやテンポの複雑な難曲を弾きこなす能力は評価が高い。例年100回の演奏会を行い、20曲の初演を行なってきた。

## 受賞・栄誉
- 1989年：ドイツ批評家賞を受賞。
- 1996年：ビンディング文化勲章。
- 2003年：エコー・クラシック賞受賞。

## ディスコグラフィ
アンサンブル・モデルンは、100以上の録音作品にクレジットされている。下記はその例：
- アンソニー・ブラクストン : 2 Compositions (Ensemble) 1989/1991 (1989年、hatART CD 6086)
- フランク・ザッパ : The Yellow Shark (1993年、Barking Pumpkin Records 21160572)
- マウリシオ・カーゲル : Exotica (1993年、MusiKado AUL 66099)
- コンロン・ナンカロウ : Studies (1993年、RCA/BMG 09026 61180 2)
- ハンス・ツェンダー : Schuberts Winterreise (1995年、RCA/BMG 09026 68067 2)
- マーク＝アンソニー・タネジ : Blood on the Floor (DVD) (1996年、Arthaus Musik 100 430)
- ジョン・ケージ : The Piano Concerts (1997年、mode 57)
- スティーヴ・ライヒ : Music For 18 Musicians (1998年、RCM/BMG 09026 68672 2)
- ハンス・アイスラー : Roaring Eisler (1998年、RCA/BMG 74321 56882 2)
- チャールズ・アイヴス : Fourth Symphony (1999年、EM Medien EMCD-001)
- クルト・ワイル、ベルトルト・ブレヒト : Die Dreigroschenoper (1999年、RCA/BMG 74321 6464 2)
- ジョージ・ベンジャミン : Sudden Time/Three Inventions/Viola, Viola (2000年、Nimbus Records NI 5732)
- フレッド・フリス : Traffic Continues (2000年、Winter & Winter 910 044-2)
- ルートヴィヒ・ヴァン・ベートーヴェン : Sinfonie Nr. 5 (2001年、BMC Records BMC CD 063)
- エマヌエル・ヌネス : Quodlibet (2001年、Montaigne 782055)
- ハイナー・ゲッベルス : Eislermaterial (2002年、ECM Records 1779 461 648-2)
- ヘルムート・ラッヘンマン : Schwankungen am Rand (2002年、ECM Records 1798 461949-2)
- スティーヴ・ライヒ : City Life/New York Counterpoint/Eight Lines/Violin Phase (2002年、RCA/BMG 74321 66459 2)
- フランク・ザッパ : Greggery Peccary & Other Persuasions (2003年、RCA Records 82876 56061 2 RCA Red Seal)
- モートン・フェルドマン : For Samuel Beckett (2006年、HatHutRecords hat[now]ART 142)
- クルターグ・ジェルジュ : Complete Choral Works (2006年、Hänssler Klassik CD 93.174)
- ヘルムート・ラッヘンマン : NUN (2007年、EM Medien EMCD-004)
- ヘルムート・ラッヘンマン : Concertini/Kontrakadenz (2007年、EM Medien EMSACD-001)
- スティーヴ・ライヒ : City Life (DVD) (2007年、WMG B000O17184)
- ハイナー・ゲッベルス : Schwarz auf Weiß (DVD) (2008年、WERGO NZ71)
- ジョージ・ベンジャミン : Into the Little Hill (2008年、Nimbus Records NI5828)
- アルヴァ・ノト + 坂本龍一 : utp_ (DVD) (2009年、Raster Noton r-n096)
- Ensemble Modern – Ernest Bour (2011年、EM Medien EMCD-017)
- エトヴェシュ・ペーテル & パトリシア・コパチンスカヤ : Bartók / Eötvös / Ligeti (2012年、Naïve V 5285)
- ハンス・ツェンダー : 33 Veränderungen über 33 Veränderungen (2013年、EM Medien EMCD-020)
- フレデリック・デハーネ : Music with silent aitake's by Ensemble Modern and Reigakusha gagaku Ensemble (2019年、Parma Recordings)